# 2008. évi nyári paralimpiai játékok (vívás)
A 2008. évi nyári paralimpiai játékok során a vívóversenyeket szeptember 14. és szeptember 17. között rendezték. A vívók 10 kategóriában mérhették össze tudásukat.

## Eredmények

### Férfi
| Versenyszám | Arany                          | Ezüst                                | Bronz                           |
| Párbajtőr A | Jianquan Tian Kína             | Lei Zhang Kína                       | Radoslaw Stanczuk Lengyelország |
| Párbajtőr B | Daoliang Hu Kína               | Mikalai Bezyazychny Fehéroroszország | Serhiy Shenkevych Ukrajna       |
| Tőr A       | Ruyi Ye Kína                   | Lei Zhang Kína                       | Dariusz Pender Lengyelország    |
| Tőr B       | Daoliang Hu Kína               | Laurent Françoic Franciaország       | Szekeres Pál Magyarország       |
| Kard A      | Ruyi Ye Kína                   | Jianquan Tian Kína                   | Alberto Pellegrini Olaszország  |
| Kard B      | Laurent Françoic Franciaország | Hui Charn Hung Hong-Kong             | Serhiy Shenkevych Ukrajna       |

### Női
| Versenyszám | Arany                    | Ezüst                | Bronz                  |
| Párbajtőr A | Chuncui Zhang Kína       | Yu Chui Ye Hong-Kong | Fan Pui Shan Hong-Kong |
| Párbajtőr B | Chan Yui Chong Hong-Kong | Yao Fang Kína        | Saysunee Jana Thaiföld |
| Tőr A       | Yu Chui Ye Hong-Kong     | Chuncui Zhang Kína   | Fan Pui Shan Hong-Kong |
| Tőr B       | Chan Yui Chong Hong-Kong | Yao Fang Kína        | Ye Hua Kína            |